# Aloe jucunda x harlana
Aloe jucunda x harlana é uma espécie de liliopsida do gênero Aloe, pertencente à família Asphodelaceae.